# 仁科関夫
仁科 関夫（にしな せきお、1923年（大正12年）4月10日 - 1944年（昭和19年）11月20日）は、日本の海軍軍人。海兵71期。太平洋戦争（大東亜戦争）の末期、人間魚雷「回天」を創案するとともに自らも出撃して戦死した。最終階級は海軍少佐。

## 経歴

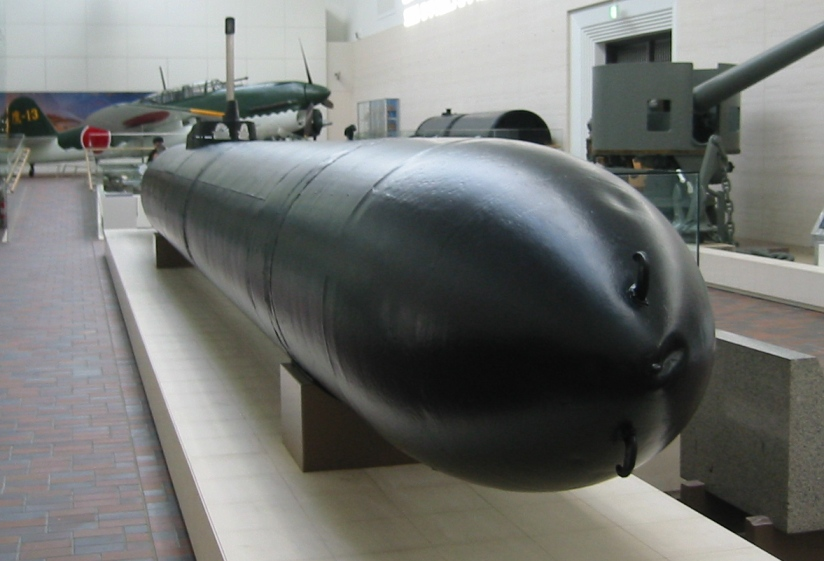
仁科が黒木と共に創案した「回天」

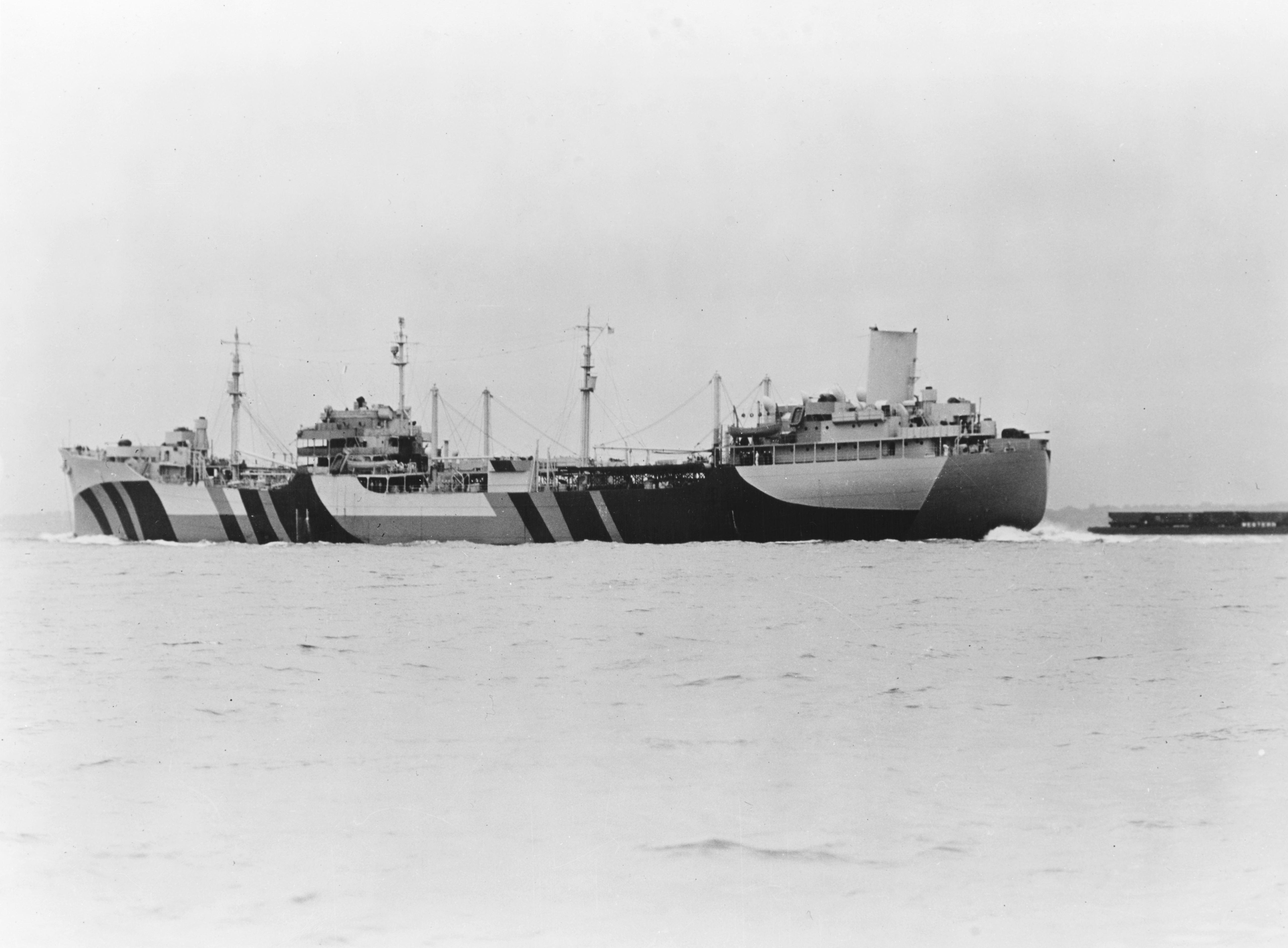
仁科の「回天」により撃沈された米油漕艦「ミシシネワ」

1923年（大正12年）4月10日に滋賀県大津市で生まれる。その後大阪府へ転居し、大阪府女子師範附属小学校を卒業後に大阪府立天王寺中学校を四年で修了し、海軍兵学校（71期）へ入学する。地理学や各訓練などに才能を如何なく発揮し、1942年（昭和17年）11月14日に優秀な成績で卒業。当時の海軍兵学校校長は井上成美海軍中将。卒業式には高松宮宣仁親王（軍令部大佐、昭和天皇弟宮）が出席した。仁科は11月15日附で少尉候補生。同日附で長門型戦艦1番艦「長門」乗組み。乗艦実習を開始する。
1943年（昭和18年）1月15日附で、仁科は瑞鳳型航空母艦1番艦「瑞鳳」配属（同艦は前年10月26日の南太平洋海戦で損傷、佐世保海軍工廠で修理中）。修理を終えた「瑞鳳」はトラック泊地に進出し、瑞鳳航空隊は3月3日のビスマルク海海戦に参加した。さらに実習を重ね、同年6月1日附で海軍少尉任官（徳彦王と同日）。同日附で海軍潜水学校の普通科学生として採用される。同年10月15日附で第一艦隊司令部付兼呉海軍工廠附。特殊潜航艇「甲標的」の講習員（第6期）として着任、この時に、後に共同で「人間魚雷」を創案することになる黒木博司大尉と知り合う。「甲標的」の搭乗員だった黒木は、仁科と共に軍令部や軍務局に対して「人間魚雷」の原型を検討し、軍令部や軍務局の要員を歴訪しては進言、黒木は自ら中央へ請願を行ったが、1943年（昭和18年）12月28日に永野修身軍令部総長から「それはいかんな」と即日却下された。

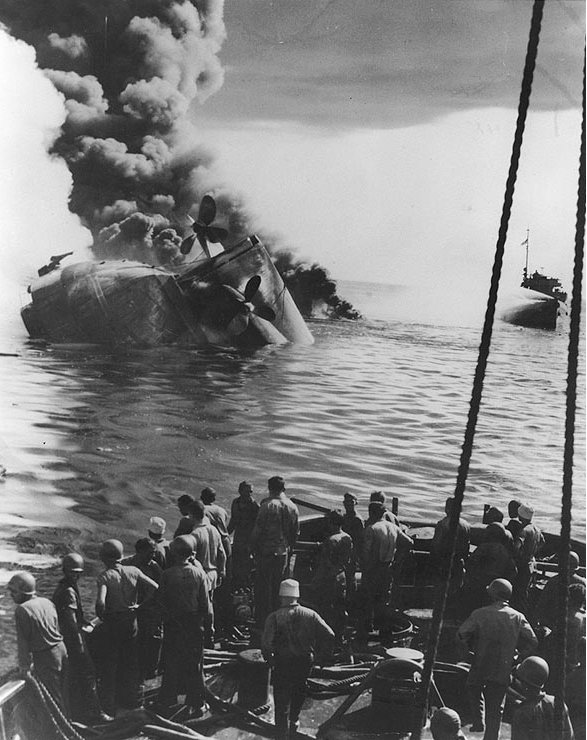
1944年11月20日、仁科関夫中尉搭乗の回天が命中し沈没した武装タンカーミシシネワ。

当時の日本は戦局の悪化が著しく、マーシャル諸島失陥やトラック島空襲などで日本軍の損害も増加する一方だったことから、1944年（昭和19年）2月26日、ついに海軍工廠魚雷実験部に対して黒木・仁科両者が考案した「人間魚雷」の試作を命じたが、「乗員の脱出装置が無いのでは（兵器として）採用しない」との条件が付された。それでも黒木・仁科両者はその条件を受け入れたことで試作は続行された。3月15日附で海軍中尉に昇進。同年4月には試作された「人間魚雷」に「○6（マルロク）」の仮名称が付き、艦政本部では担当主務部を定めて特殊緊急実験が開始された。
こうして同年7月に試作機が完成し、即刻大入島発射場で試験が行われたが、条件として付いた「乗員の脱出装置」が未完成だったために装備されなかったほか、試験終了後に兵器として採用するために新たな問題点がいくつか挙がったが、これらの課題は結局終戦まで未解決のまま、すなわち発進すれば生還不可能・必死必殺の特攻兵器となった。同年7月10日附で、仁科中尉は第一特別基地隊附となる。
8月1日、「回天」は米内光政海軍大臣によって正式に日本軍の兵器として採用され、黒木・仁科両者の考案は最終的に認められたこととなった。
1944年（昭和19年）8月15日、大森仙太郎特攻部長は「この兵器（回天）を使用するべきか否かを、判断する時期だ」と発言、明治維新の船名からこの兵器を「回天」と命名した。そして同年9月1日、山口県大津島に黒木・仁科と板倉光馬少佐が中心となって「回天」基地が開設され、全国から志願で集まった搭乗員で9月5日から本格的な訓練が開始された。これが、「回天」特攻の始まりである。しかし、9月7日早朝に黒木が殉職すると、仁科を含めた搭乗員は「黒木に続け」と言わんばかりに、昼の猛訓練と夜の研究会で操縦技術の習得に努め、技術を習得できた者から順次出撃していくこととなった。同年10月下旬、豊田副武連合艦隊司令長官から「回天」による特攻作戦命令「玄作戦」が発令され、特別攻撃隊は「菊水隊」と命名された。仁科も創案者の一人として菊水隊員に選ばれ、黒木の遺志を継ぐために出撃直前まで熱心に「回天」の研究・改良に務めていた。同年11月8日に、仁科は菊水隊（母潜「伊-47」）として黒木の遺骨を持ってウルシー環礁へ向けて出発、同年11月20日午前3時50分に発進し、午前5時過ぎに黒木の遺骨を抱いたまま米輸送艦「ミシシネワ」へ特攻・戦死した。21歳没。「ミシシネワ」は当時の最新鋭大型タンカーで、アメリカ側の戦死者は63名だった。
12月1日附で海軍大尉へ昇進予定だった。その後、回天隊戦死者は改めて二階級進級、仁科も海軍少佐となった。

## 仁科関夫が登場する作品
- 「回天菊水隊の四人」
- 「続ああ伊号潜水艦」板倉光馬 - 光人社NF文庫
- 「特攻の島」佐藤秀峰 - 芳文社

## 回天之碑

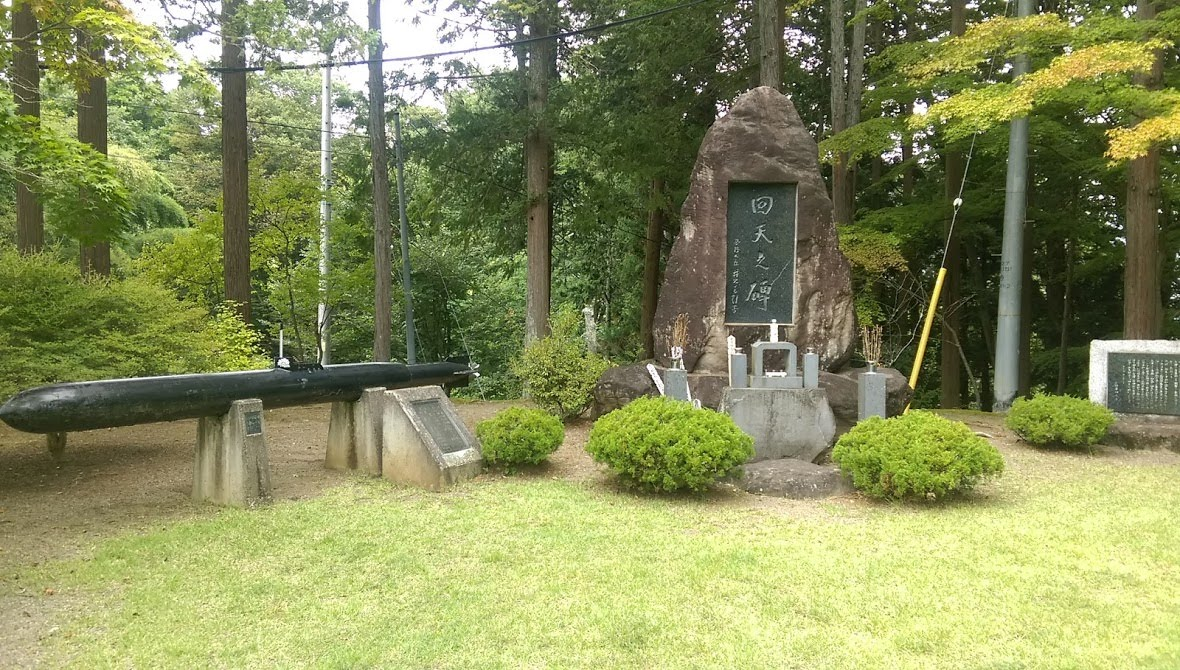
佐久市貞祥寺境内に建立された回天之碑

仁科の父染三の出身地長野県旧南佐久郡前山村（現佐久市）の貞祥寺の境内には、昭和51年6月6日に長野県回天会により「回天之碑」が建立された。